# 埃默森·斯潘塞
埃默森·斯潘塞（英語：Emerson Spencer，1906年10月10日—1985年5月15日），美国男子田径运动员，主攻短跑。他曾代表美国参加1928年夏季奥林匹克运动会田径比赛，获得男子4×400米接力金牌。